# Каратаев, Шамиль-Хаджи

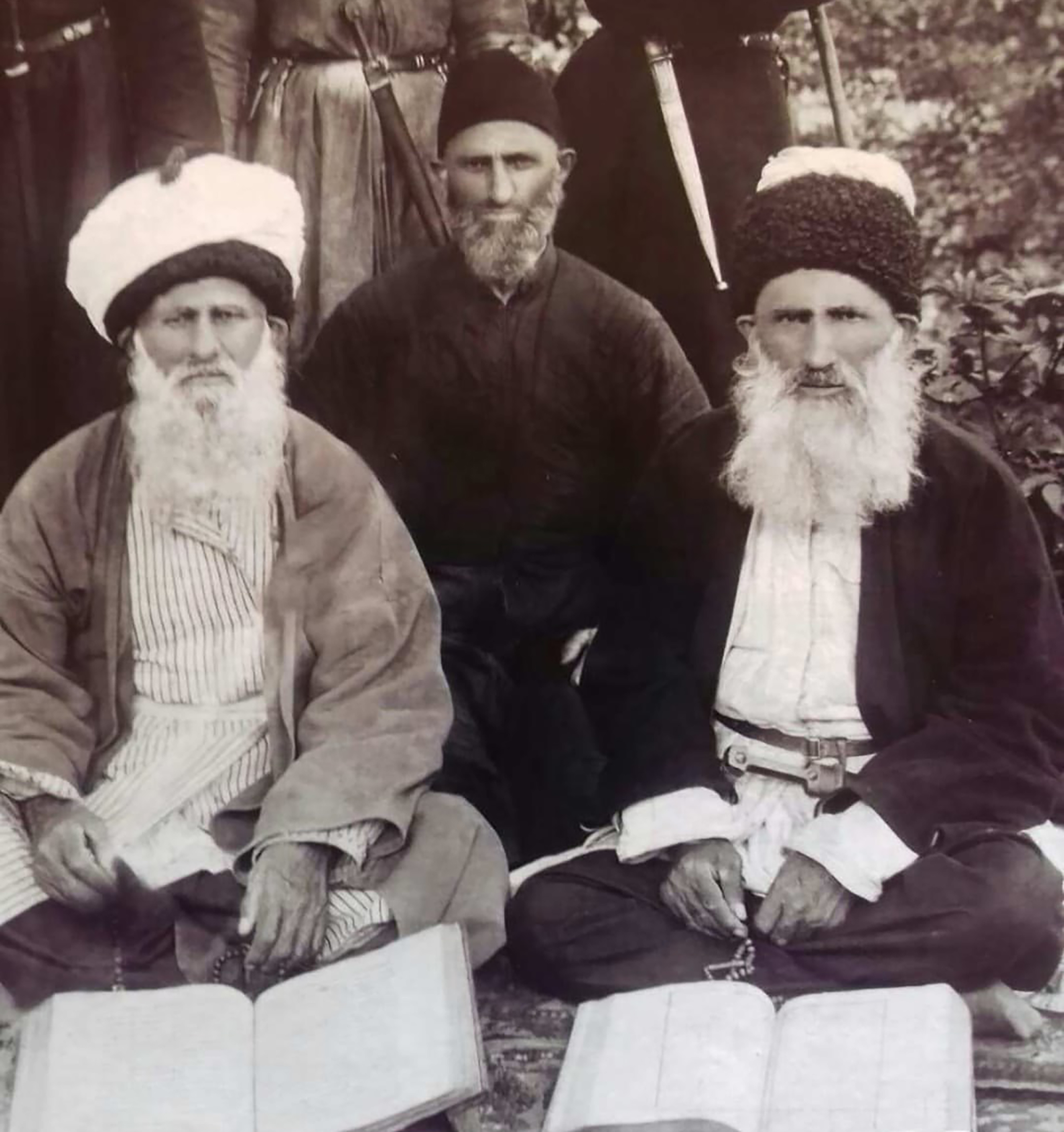
В белой шапке Шамиль Каратаев, посередине шейх Ахмад Каратаев из Ведено, сын Шамиля-Хаджи, справа в черной шапке шейх Махма-Хаджи Каратаев из Бачи-Юрта

Шамиль-Хаджи Каратаев (род. 1830, Корода, Гунибский район, Дагестан — ум. 1911 год, Саудовская Аравия) — учёный-арабист, общественный деятель. Был первым председателем шариатского суда — кадием Ичкерийского округа Имамата. Брат шейха Мохма-Хаджи

## Биография
Одно время Шамиль-Хаджи был кадием и председательствовал в Диване имамата . Он владел арабским, турецким, персидским языками. В 1859 году, когда Чечня была поделена на округи, первым председателем шариатского суда — кадием Ичкерийского округа («Большой Чечни»), был назначен Шамиль-Хаджи. Продолжительные войны на Кавказе, огромные физические и психологические нагрузки и испытания, которые только народу-исполину были по плечу, породили сотни вопросов и претензий в чеченском обществе. Глубоко зная шариат и адаты, будучи человеком широко образованным и мудрым, Шамиль-Хаджи содействовал разрешению многих спорных и запутанных земельных вопросов, способствовал мирному разрешению вопросов кровной мести, семейных споров.
Благодаря усердию Шамиль-Хаджи в 1870 Ведено была организована светская школа для мальчиков из местных семей. Как и все люди обширных знаний, Шамиль-Хаджи был в постоянном поиске, вел большую исследовательскую работу. Он изучал и анализировал различные источники. Книга была переписана ещё в селении Гоцатль не известным автором на арабском языке и принадлежала Шамилю Каратаеву ,в год смерти Гази Мухаммада, а впоследствии переписана другими переписчиками и переведена на русский язык. Данная научная работа под заголовком «Предания о происхождении чеченцев» была опубликована в сборнике известного историка-кавказоведа Н. Семенова «Туземцы Северо-Восточного Кавказа», вышедшей в Санкт-Петербурге в 1895 году.
Неподалёку от Ведено основано село Шамиль-Хутор, названное в честь богослова Шамиля Каратаева. Шамиль-хаджи, как и его братья, был не только праведным и благочестивым человеком, воплощавшим собой во всем пример для подражания, но и прекрасным семьянином. Всю свою жизнь он был любящим и заботливым мужем и отцом. Он имел трех жен – Макку, Маликат и Изахат. От них у него было семеро сыновей – Мохмад, Ахмад, Хамид, Билал, Хажа, Узайр и Махмуд и девять дочерей Риханат, Зайнап, Хадижат, Даба, Пези, Халипат, Ибанат, Ианат и Инабат.
Генетическими исследованиями установлено, что представители фамилии Каратаевых являются носителями гаплогруппы D.
Шамиль-Хаджи, совершая паломничество в Мекку девятый раз, скончался в 1911 году, и был похоронен в священном городе Мекке Саудовской Аравии.